# Серафим (Демьянив)
Архиепи́скоп Серафи́м (в миру Владимир Васильевич Демьянив или Демьянов, укр. Володимир Васильович Дем'янів; 9 июля 1953, село Зозулинцы, Тернопольская область) — епископ Украинской православной церкви (Московского патриархата), архиепископ Яготинский, викарий Киевской епархии.
Тезоименитство — 2 (15) января (преподобного Серафима Саровского).

## Биография
Родился 9 июля 1953 года в селе Зозулинцы Залещицкого района Тернопольской области в семье рабочего.
В 1969 году по окончании средней школы поступил в Тернопольский кооперативный техникум, по окончании которого работал по специальности в городе Черновцы.
С 1972 по 1974 год служил в рядах Советской Армии.
С 1975 года нёс послушание иподиакона у архиепископа Черниговского и Сумского Антония (Вакарика).
4 июля 1976 года архиепископом Антонием в Свято-Преображенском кафедральном соборе города Сумы рукоположён в сан диакона, а 7 июля 1976 года в Иоанно-Предтеченской церкви города Сумы рукоположён во иерея и назначен настоятелем Свято-Преображенской церкви города Бахмач Черниговской епархии.
15 января 1979 года по благословению архиепископа Черниговского и Сумского Антония был пострижен в монашество игуменом Николаем (Путря).
С 1984 года — настоятель Свято-Успенской церкви посёлка городского типа Барышевка Киевской епархии.
В 1989 году назначен настоятелем Спасо-Преображенского Гошевского мужского монастыря Ивано-Франковской епархии, открытый в 1988 году. 20 августа 1989 года в Ивано-Франковске начался многодневный крестный ход в Гошевский монастырь на Ясной горе близ села Гошев. Для участия в крестном ходе на площади перед Воскресенским собором Ивано-Франковска собралось около 15 тысяч верующих. Архиепископ Макарий (Свистун) освятил Гошевскую икону Божией Матери, которая являлась копией утраченного в годы войны чудотворного образа.
Открытие православной Гошевской обители совпало по времени с началом испытаний для Православия на Ивано-Франковщине. 20 ноября 1989 года Совет по делам религий при Совете министров УССР объявил о государственной регистрации греко-католических приходов. Начался массовый переход общин из Московского Патриархата в униатство. Одновременно многие приходы примкнули к раскольнической Украинской автокефальной православной церкви (УАПЦ). Как униаты, так и автокефалисты были едины в наступлении на Русскую Церковь, которое повсеместно развернулось на Западной Украине. В конце декабря 1989 года нападению униатов подвергся Гошевский монастырь, настоятель был тяжело ранен. 2 февраля 1990 года униаты разгромили монашеские корпуса, сорвали двери Преображенского храма, были повреждены теплотрасса и водопровод, ведущие к монастырю, братия осталась без тепла и воды. В селах около монастыря начались поджоги домов православных.
С 15 мая 1990 года является настоятелем Свято-Пантелеимоновского собора в Феофании города Киева. Руководил всеми восстановительными работами на территории Феофании. В 1993 года решением Священного Синода УПЦ ремонтировавшийся собор и прилегающие к нему строения были переданы женскому монастырю в честь Покрова Пресвятой Богородицы, организовавшему здесь скит во имя великомученика Пантелеимона. 30 августа 1998 года митрополит Киевский и всея Украины Владимир (Сабодан) освятил центральный престол собора женского монастыря.
В 1999 году окончил Киевскую духовную семинарию, а в 2000 году — Киевскую духовную академию (экстерном).
14 ноября 2007 года решением Священного Синода УПЦ от назначен епископом Яготинским, викарием Киевской митрополии.
15 ноября 2007 года в Синодальном зале Киевской митрополии состоялся чин наречения архимандрита Серафима во епископа Яготинского.
16 ноября в Трапезном храме Киево-Печерской Лавры — хиротония во епископа Яготинского. Хиротонию совершил митрополит Киевский и всея Украины Владимир (Сабодан) в сослужении архиепископов Белогородского Николая, Херсонского и Таврического Иоанна, Вышгородского Павла, Белоцерковского и Богуславского Митрофана, епископов Черниговского и Новгород-Северского Амвросия, Бориспольского Антония, Северодонецкого и Старобельского Илария, а также Ивано-Франковского и Коломыйского Пантелеимона.
Решением Синода УПЦ от 23 декабря 2010 года поручено управление Яготинским викариатством, образованным на территории Згуровского, Яготинского и Барышевского районов Киевской области в составе Киевской епархии.
24 марта 2012 года в Свято-Николаевском храме при резиденции Предстоятеля Украинской Православной Церкви в Киево-Печерской лавре митрополит Владимир (Сабодан) «по случаю 20-летия своего пребывания на кафедре Киевских митрополитов и во внимание к заслугам по возрождению монашеской жизни» возвёл епископа Серафима в сан архиепископа.

## Награды
21 сентября 2012 года награждён орденом Св. Димитрия Ростовского.
9 июля 2013 Святейшим Патриархом Московским и всея Руси Кириллом награждён орденом преподобного Серафима Саровского III степени.
1 августа 2013 митрополитом Киевским и всея Украины Владимиром удостоен знака отличия Предстоятеля УПЦ